# Primera Divisió (2016/2017)
Primera Divisió (2016/2017) (zwana jako Lliga Grup Sant Eloi ze względów sponsorskich) – 22. edycja najwyższej klasy rozgrywkowej piłki nożnej w Andorze.
Sezon rozpoczął się 21 września 2016 roku, a zakończył 21 maja 2017 roku. Tytuł mistrzowski obroniła drużyna FC Santa Coloma.

## Drużyny
| Uczestnicy poprzedniej edycji                                                                                 | Uczestnicy poprzedniej edycji | Uczestnicy poprzedniej edycji | Uczestnicy poprzedniej edycji |
| --- | ----------------------------- | ----------------------------- | ----------------------------- |
| SFC | FC Santa Coloma               | 1                             |                               |
| LUS | FC Lusitanos                  | 2                             |                               |
| SJU | UE Sant Julià                 | 3                             |                               |
| SUE | UE Santa Coloma               | 4                             |                               |
| ENG | UE Engordany                  | 5                             |                               |
| ORD | FC Ordino                     | 6                             |                               |
| Zwycięzca baraży o Primera Divisió                                                                            |                               |                               |                               |
| ENC | FC Encamp                     | 7                             |                               |
| Awans z Segona Divisió                                                                                        |                               |                               |                               |
| JEN | CE Jenlai                     | 1                             |                               |
| Oznaczenia: - kolumna pierwsza – skróty nazw drużyn, - kolumna trzecia – miejsce zajęte w poprzednim sezonie. |                               |                               |                               |

## Format rozgrywek
Osiem uczestniczących drużyn w pierwszej fazie rozgrywek gra ze sobą trzykrotnie.
W ten sposób odbywa się pierwszych 21 meczów. Następnie liga zostaje podzielona na dwie grupy po cztery zespoły.
W obu grupach drużyny rozgrywają kolejne mecze – dwukrotnie (mecz i rewanż) z każdą z drużyn znajdujących się w jej połówce tabeli.
W ten sposób każda z drużyn rozgrywa kolejnych sześć meczów, a punkty i bramki zdobyte w pierwszej fazie są brane pod uwagę w fazie drugiej.
Górna połówka tabeli walczy o mistrzostwo Andory oraz kwalifikacje do rozgrywek europejskich, natomiast dolna połówka broni się przed spadkiem.
Do niższej ligi spada bezpośrednio ostatnia drużyna, a przedostatnia musi rozgrywać baraż z drugą drużyną z niższej ligi.

## Faza zasadnicza
| Lp. | Drużyna         | M  | Z  | R | P  | B+ | B- | +/– | Pkt | Kwalifikacja      |  | SFC | SJU | SUE | LUS | ENG | ENC | ORD | JEN | SFC | SJU | SUE  | LUS | ENG | ENC | ORD | JEN |
| --- | --------------- | -- | -- | - | -- | -- | -- | --- | --- | ----------------- |  | --- | --- | --- | --- | --- | --- | --- | --- | --- | --- | ---- | --- | --- | --- | --- | --- |
| 1   | FC Santa Coloma | 21 | 15 | 3 | 3  | 44 | 14 | +30 | 48  | Grupa mistrzowska |  |     | 2–1 | 1–1 | 2–3 | 1–0 | 0–1 | 1–0 | 9–0 |     |     | 2–1  | 0–0 | 2–1 | 1–0 |     |     |
| 2   | Sant Julià      | 21 | 13 | 5 | 3  | 49 | 16 | +33 | 44  | Grupa mistrzowska |  | 1–1 |     | 3–1 | 2–1 | 1–2 | 1–0 | 7–1 | 9–0 | 1–0 |     |      | 0–2 |     | 1–0 | 3–0 |     |
| 3   | UE Santa Coloma | 21 | 13 | 5 | 3  | 54 | 22 | +32 | 44  | Grupa mistrzowska |  | 1–2 | 1–1 |     | 1–1 | 2–1 | 2–0 | 5–2 | 7–2 |     | 1–1 |      | 2–1 |     | 3–0 |     |     |
| 4   | Lusitanos       | 21 | 11 | 6 | 4  | 40 | 20 | +20 | 39  | Grupa mistrzowska |  | 1–2 | 1–1 | 1–2 |     | 1–1 | 1–0 | 1–0 | 2–0 |     |     |      |     |     | 3–1 | 2–1 | 7–0 |
| 5   | Engordany       | 21 | 8  | 6 | 7  | 35 | 27 | +8  | 30  | Grupa spadkowa    |  | 1–4 | 1–3 | 1–2 | 1–1 |     | 3–1 | 4–2 | 2–1 |     | 0–1 | 1–1  | 1–1 |     |     |     |     |
| 6   | Encamp          | 21 | 4  | 3 | 14 | 18 | 31 | −13 | 15  | Grupa spadkowa    |  | 0–1 | 1–1 | 1–2 | 1–2 | 1–1 |     | 1–2 | 1–2 |     |     |      |     | 0–3 |     | 2–2 | 1–0 |
| 7   | Ordino          | 21 | 3  | 3 | 15 | 24 | 49 | −25 | 12  | Grupa spadkowa    |  | 1–2 | 0–3 | 0–1 | 1–2 | 1–6 | 0–1 |     | 0–0 | 0–2 |     | 0–3  |     | 1–1 |     |     | 6–1 |
| 8   | Jenlai          | 21 | 1  | 1 | 19 | 10 | 95 | −85 | 1   | Grupa spadkowa    |  | 0–3 | 1–3 | 0–5 | 1–6 | 0–3 | 0–5 | 1–4 |     | 0–6 | 0–5 | 1–10 |     | 0–1 |     |     |     |

1. 1 2  Jenlai została ukarana walkowerem  i odjęciem trzech punktów za niestawienie się na mecz z FC Santa Coloma[2].

## Faza finałowa
| Grupa mistrzowska |                     |    |    |   |    |    |     |      |    |                                             |  |     |     |     |     |     |     |      |     |
| 1                 | FC Santa Coloma (M) | 27 | 18 | 6 | 3  | 57 | 21  | +36  | 60 | Liga Mistrzów UEFA • I runda kwalifikacyjna |  |     | 1–1 | 1–0 | 1–1 |     |     |      |     |
| 2                 | Sant Julià          | 27 | 14 | 8 | 5  | 55 | 23  | +32  | 50 | Liga Europy UEFA • I runda kwalifikacyjna   |  | 3–3 |     | 0–1 | 0–0 |     |     |      |     |
| 3                 | UE Santa Coloma (P) | 27 | 14 | 6 | 7  | 62 | 34  | +28  | 48 | Liga Europy UEFA • I runda kwalifikacyjna   |  | 1–3 | 1–2 |     | 2–3 |     |     |      |     |
| 4                 | Lusitanos           | 27 | 13 | 9 | 5  | 49 | 30  | +19  | 48 |                                             |  | 1–4 | 1–0 | 3–3 |     |     |     |      |     |
| Grupa spadkowa    |                     |    |    |   |    |    |     |      |    |                                             |  |     |     |     |     |     |     |      |     |
| 5                 | Engordany           | 27 | 10 | 6 | 11 | 46 | 39  | +7   | 36 |                                             |  |     |     |     |     |     | 2–1 | 0–3  | 8–2 |
| 6                 | Encamp              | 27 | 8  | 3 | 16 | 45 | 37  | +8   | 27 |                                             |  |     |     |     | 2–0 |     | 3–1 | 15–1 |     |
| 7                 | Ordino (B, S)       | 27 | 8  | 3 | 16 | 45 | 56  | −11  | 27 | Baraże o Primera Divisió                    |  |     |     |     |     | 2–0 | 2–1 |      | 3–0 |
| 8                 | Jenlai (S)          | 27 | 2  | 1 | 24 | 18 | 137 | −119 | 4  | Spadek do Segona Divisió                    |  |     |     |     |     | 2–1 | 0–5 | 3–10 |     |

## Baraże o Primera Divisió
Penya Encarnada wicemistrz Segona Divisió (2016/2017) wygrał 5-3 dwumecz z FC Ordino o miejsce w Primera Divisió (2017/2018).
| 28 maja 2017 | Penya Encarnada | 0:2   | FC Ordino                                      |                                                                        |
| 16:00        |                 | (0:1) | 37' Aarón Parra · 80' (k) Walter Eduardo Gómez | Centre d'Entrenament de la FAF 2, Santa Coloma Sędzia: Robert González |

| 31 maja 2017 | FC Ordino                | 1:5   | Penya Encarnada                                                        |                                                                                |
| 21:30        | Walter Eduardo Gómez 85' | (0:4) | 2', 8' Gomes do Nascimento · 17', 46' Diego Marinho · 30' Joel Vázquez | Centre d'Entrenament de la FAF 1, Santa Coloma Sędzia: Pedro Carvalho da Costa |

## Najlepsi strzelcy
| Bramki | Strzelcy        | Drużyna         |
| ------ | --------------- | --------------- |
| 18     | Víctor Bernat   | UE Santa Coloma |
| 13     | Juanfer         | FC Santa Coloma |
| 11     | Jordi Rubio     | UE Santa Coloma |
| 10     | Alex Bahamonde  | Ordino          |
| 10     | Noah Baffoe     | Sant Julià      |
| 10     | Joan Salomó     | UE Santa Coloma |
| 10     | Gabi Riera      | FC Santa Coloma |
| 9      | Isaac Padilla   | Sant Julià      |
| 9      | José Villanueva | Sant Julià      |
| 9      | Diego Nájera    | Encamp          |

Źródło: ceroacero.es